# Karate na Igrzyskach Panamerykańskich 2015
Karate na Igrzyskach Panamerykańskich 2015 odbywało się w dniach 20–25 lipca 2015 roku w Mississauga Sports Centre w Toronto. Osiemdzieścioro zawodników obojga płci rywalizowało łącznie w dziesięciu konkurencjach indywidualnych.

## Podsumowanie

### Klasyfikacja medalowa
| Klasyfikacja medalowa | Klasyfikacja medalowa | Klasyfikacja medalowa | Klasyfikacja medalowa | Klasyfikacja medalowa | Klasyfikacja medalowa |
| Miejsce               | państwo               | Złoto                 | Srebro                | Brąz                  | Razem                 |
| --------------------- | --------------------- | --------------------- | --------------------- | --------------------- | --------------------- |
| 1                     | Brazylia              | 3                     | 0                     | 2                     | 5                     |
| 2                     | Ekwador               | 2                     | 0                     | 2                     | 4                     |
| 3                     | Argentyna             | 2                     | 0                     | 1                     | 3                     |
| 4                     | Dominikana            | 1                     | 3                     | 0                     | 4                     |
| 5                     | Stany Zjednoczone     | 1                     | 0                     | 2                     | 3                     |
| 6                     | Peru                  | 1                     | 0                     | 1                     | 2                     |
| 7                     | Wenezuela             | 0                     | 2                     | 3                     | 5                     |
| 8                     | Kanada                | 0                     | 2                     | 2                     | 4                     |
| 9                     | Chile                 | 0                     | 1                     | 2                     | 3                     |
| =                     | Meksyk                | 0                     | 1                     | 2                     | 3                     |
| 11                    | Salwador              | 0                     | 1                     | 0                     | 1                     |
| 12                    | Kuba                  | 0                     | 0                     | 2                     | 2                     |
| 13                    | Kolumbia              | 0                     | 0                     | 1                     | 1                     |
| Razem                 | Razem                 | 10                    | 10                    | 20                    | 40                    |

### Medaliści
| Konkurencja   | 1. miejsce         | 2. miejsce         | 3. miejsce                             |           |
| Mężczyźni     | Mężczyźni          | Mężczyźni          | Mężczyźni                              | Mężczyźni |
| ------------- | ------------------ | ------------------ | -------------------------------------- | --------- |
| do 60 kg      | Douglas Brose      | Jovanni Martínez   | Brandis Miyazaki Andrés Rendón         |           |
| do 67 kg      | Julián Pinzas      | Deivis Ferreras    | Maikel Noriega Daniel Vargas           |           |
| do 75kg       | Thomas Scott       | Alexander Nicastro | Franco Icasati Patrice Boily-Martineau |           |
| do 84 kg      | Miguel Amargos     | Jorge Merino       | Andrés Loor César Herrera              |           |
| powyżej 84 kg | Franklin Mina      | Anel Castillo      | Brian Irr Jander Tiril                 |           |
| Kobiety       |                    |                    |                                        |           |
| do 50 kg      | Ana Villanueva     | Gabriela Bruna     | Jusleen Virk Aline Souza               |           |
| do 55 kg      | Valéria Kumizaki   | Kate Campbell      | Alessandra Vindrola Jessy Reyes        |           |
| do 61 kg      | Alexandra Grande   | Karina Díaz        | Merillela Arreola Daniela Lepín        |           |
| do 68 kg      | Natália Brozulatto | Xhunashi Caballero | Omaira Molina Priscilla Lazo           |           |
| powyżej 68 kg | Valeria Echever    | Camélie Boisvenue  | Isabela dos Santos Yeisy Piña          |           |